# 有沙瞳
有沙 瞳（ありさ ひとみ、8月4日 - ）は、日本の女優。元宝塚歌劇団星組の娘役スター。
三重県鈴鹿市、鈴鹿高等学校出身。身長161cm。血液型O型。愛称は「美穂」。
所属事務所は長良プロダクション。

## 来歴
2010年、宝塚音楽学校入学。
2012年、音楽学校卒業後、宝塚歌劇団に98期生として入団。入団時の成績は19番。宙組公演「華やかなりし日々／クライマックス」で初舞台。
2013年、組まわりを経て雪組に配属。
2014年、壮一帆・愛加あゆトップコンビ退団公演となる「一夢庵風流記 前田慶次」で、新人公演初ヒロイン。
2015年の「銀二貫」でバウホール公演初ヒロイン。
2016年の「るろうに剣心」で初のエトワールに抜擢。同年12月26日付で星組へと組替え。
2017年、紅ゆずる・綺咲愛里トップコンビ大劇場お披露目となる「THE SCARLET PIMPERNEL」で、2度目の新人公演ヒロイン。続く「阿弖流為」（ドラマシティ・日本青年館公演）で、東上公演初ヒロイン。同年11月より池田泉州銀行のイメージガールに就任。
2018年の「ドクトル・ジバゴ」（ドラマシティ・TBS赤坂ACTシアター公演）で、専科理事・轟悠の相手役を務め、2度目の東上公演ヒロイン。
2019年の「龍の宮物語」で2度目のバウホール公演ヒロイン。
2021年の「マノン」（バウホール・KAAT神奈川芸術劇場公演）で、3度目の東上公演ヒロイン。
2023年の「Le Rouge et le Noir」（ドラマシティ・日本青年館公演）で、詩ちづると東上公演ダブルヒロイン。トップスター・礼真琴の相手役を務める。同年8月27日、「1789-バスティーユの恋人たち-」東京公演千秋楽をもって、宝塚歌劇団を退団。
退団後は長良プロダクション所属となり、芸能活動を再開。

## 人物
子供の頃から演歌を習っていた。
中学生の時に、宝塚ファンだった公文教室の先生に勧められて宝塚を初観劇。すぐに宝塚の虜となり、娘役になりたいと、音楽学校の受験を決意した。
学生時代は運動部に入りたかったが、球技が苦手なため、陸上部で長距離をしていた。

## 宝塚歌劇団時代の主な舞台

### 初舞台
- 2012年4 - 5月、宙組『華やかなりし日々』『クライマックス』（宝塚大劇場のみ）

### 組まわり
- 2012年8 - 11月、宙組『銀河英雄伝説@TAKARAZUKA』

### 雪組時代
- 2013年4 - 7月、『ベルサイユのばら-フェルゼン編-』 - 新人公演：小公女（本役：彩月つくし）
- 2013年8 - 9月、『春雷』（バウホール） - ミリィ
- 2013年11 - 2014年2月、『Shall we ダンス?』 - 新人公演：エミリア（本役：星乃あんり）『CONGRATULATIONS 宝塚!!』
- 2014年3 - 4月、『心中・恋の大和路』（ドラマシティ・日本青年館） - 女の子
- 2014年6 - 8月、『一夢庵風流記 前田慶次』 - 新人公演：まつ（本役：愛加あゆ）『My Dream TAKARAZUKA』 新人公演初ヒロイン[7][4]
- 2014年10月、『伯爵令嬢』（日生劇場） - アンナ[17]
- 2015年1 - 3月、『ルパン三世 -王妃の首飾りを追え!-』 - セラフィーナ、新人公演：マリー・ルイーズ（本役：星乃あんり）『ファンシー・ガイ!』
- 2015年5 - 6月、『アル・カポネ-スカーフェイスに秘められた真実-』（ドラマシティ・赤坂ACTシアター） - アルバート・フランシス・カポネ（ソニー）／ジェーン
- 2015年7 - 10月、『星逢一夜（ほしあいひとよ）』 - 涼、新人公演：貴姫（本役：大湖せしる）『La Esmeralda（ラ エスメラルダ）』
- 2015年11月、『銀二貫』（バウホール） - 真帆／おてつ バウ初ヒロイン[4][7][8]
- 2016年2 - 5月、『るろうに剣心』 - 関原妙、新人公演：高荷恵（本役：大湖せしる） 初エトワール[注釈 1][4]
- 2016年6 - 7月、『ドン・ジュアン』（KAAT神奈川芸術劇場・ドラマシティ） - エルヴィラ[18]
- 2016年7月、『Bow Singing Workshop〜雪〜』（バウホール）
- 2016年10 - 12月、『私立探偵ケイレブ・ハント』 - ポーリーン、新人公演：アデル（本役：沙月愛奈）『Greatest HITS!』

### 星組時代
- 2017年3 - 6月、『THE SCARLET PIMPERNEL（スカーレット ピンパーネル）』 - マリー・グロショルツ、新人公演：マルグリット・サン・ジュスト（本役：綺咲愛里） 新人公演ヒロイン[9][4]
- 2017年7 - 8月、『阿弖流為-ATERUI-』（ドラマシティ・日本青年館） - 佳奈 東上初ヒロイン[10]
- 2017年9 - 12月、『ベルリン、わが愛』 - ルイーゼロッテ、新人公演：ゲルダ（本役：万里柚美）『Bouquet de TAKARAZUKA（ブーケ ド タカラヅカ）』
- 2018年2月、『ドクトル・ジバゴ』（ドラマシティ・TBS赤坂ACTシアター） - ラリーサ・ヒョードロヴナ・ギシャール（ラーラ） 東上ヒロイン[11]
- 2018年4 - 7月、『ANOTHER WORLD』 - 初音、新人公演：阿漕（本役：夢妃杏瑠）『Killer Rouge（キラー ルージュ）』
- 2018年8 - 11月、『Thunderbolt Fantasy（サンダーボルト ファンタジー）東離劍遊紀（とうりけんゆうき）』 - 獵魅（リョウミ）『Killer Rouge／星秀☆煌紅』（梅田芸術劇場・日本青年館・國家戯劇院・高雄市文化中心至徳堂）
- 2019年1 - 3月、『霧深きエルベのほとり』 - シュザンヌ・シュラック、新人公演：ヴェロニカ／カール似の男（本役：英真なおき）『ESTRELLAS（エストレ―ジャス）〜星たち〜』
- 2019年5月、『鎌足-夢のまほろば、大和（やまと）し美（うるわ）し-』（ドラマシティ・日本青年館） - 皇極帝
- 2019年7 - 10月、『GOD OF STARS -食聖-』 - タン・ヤン『Éclair Brillant（エクレール ブリアン）』[3]
- 2019年11 - 12月、『龍の宮（たつのみや）物語』（バウホール） - 玉姫 バウヒロイン[3][8]
- 2020年2 - 3月、『眩耀（げんよう）の谷〜舞い降りた新星〜』 - 春崇『Ray-星の光線-』（宝塚大劇場）
- 2020年7 - 9月、『眩耀（げんよう）の谷〜舞い降りた新星〜』 - 春崇『Ray-星の光線-』（東京宝塚劇場）
- 2020年11月、『エル・アルコン-鷹-』 - ペネロープ・ギャレット『Ray-星の光線-』（梅田芸術劇場）
- 2021年2 - 5月、『ロミオとジュリエット』 - 乳母[18]
- 2021年7月、『マノン』（バウホール・KAAT神奈川芸術劇場） - マノン バウ・東上ヒロイン[12][13]
- 2021年9 - 12月、『柳生忍法帖』 - 天秀尼『モアー・ダンディズム!』 エトワール
- 2022年2月、『王家に捧ぐ歌』（御園座） - アムネリス[18]
- 2022年4 - 7月、『めぐり会いは再び next generation-真夜中の依頼人（ミッドナイト・ガールフレンド）-』 - ティア・シモニー『Gran Cantante（グラン カンタンテ）!!』
- 2022年9月、『モンテ・クリスト伯』 - エロイーズ『Gran Cantante（グラン カンタンテ）!!』（全国ツアー）[注釈 2]
- 2022年11 - 2023年2月、『ディミトリ〜曙光に散る、紫の花〜』 - バテシバ『JAGUAR BEAT-ジャガービート-』[18]
- 2023年3 - 4月、『Le Rouge et le Noir〜赤と黒〜』（ドラマシティ・日本青年館） - ルイーズ・ド・レナール[14][6]
- 2023年6 - 8月、『1789-バスティーユの恋人たち-』 - マリー・アントワネット 退団公演[6][18]

### 出演イベント
- 2018年12月、タカラヅカスペシャル2018『Say! Hey! Show Up!!』
- 2019年12月、タカラヅカスペシャル2019『Beautiful Harmony』
- 2022年6月、星組ミュージック・パフォーマンス『ten∞ten TIME』[19]

## 宝塚歌劇団退団後の主な活動

### 舞台
- 2024年4 - 5月、『CROSS ROAD〜悪魔のヴァイオリニスト パガニーニ〜』（シアタークリエ・新歌舞伎座・博多座） - アーシャ[注釈 3][2]
- 2024年7月、『若草物語』（博品館劇場） - メグ[20]
- 2024年9月、『七色いんこ』（COOL JAPAN PARK OSAKA WWホール・ステラボール） - 千里万里子[21]
- 2025年1月、『初笑い！ 松竹新喜劇 新春お年玉公演』（京都四條南座）[注釈 4][22][23]
- 2025年3 - 4月、『ボニー&クライド』（シアタークリエ） - ブランチ[24]
- 2025年8月、『M FESTIVAL』（明治座）[25]
- 2025年9月、『カサブランカ』（博品館劇場） - イルザ・ランド[26]
- 2025年10月、『大阪は踊る!』（大阪松竹座） - 麻生直美[27][28]

### ライブ・コンサート
- 2024年2月、『有沙 瞳 VALENTINE LIVE』（JZ Brat Sound of Tokyo）[29]
- 2024年7月、有沙瞳ディナーショー『M-amour』（第一ホテル東京・宝塚ホテル）[30]
- 2024年11月、『有沙瞳 コンサート～大滝ひかるさんをお迎えして～』（六本木クラップス）[31]
- 2025年8月、『有沙瞳 サマースペシャルLIVE』（横浜ReNY beta）[32]
- 2025年8月、『有沙瞳 BDリーディングコンサート』（横浜ReNY beta）[33]

### イベント
- 2025年8月、『演歌・歌謡笑！？』（横浜ReNY beta）

## 広告・CM出演
- 2015年、『エアウィーヴ』[34]
- 2017 - 2023年、『池田泉州銀行』[4][6]

## 受賞歴
- 2018年、『宝塚歌劇団年度賞』 - 2017年度新人賞[35]
- 2021年、『宝塚歌劇団年度賞』 - 2020年度アーティスト賞[36]